# Vernonia spirei
Vernonia spirei là một loài thực vật có hoa trong họ Cúc. Loài này được Gand. miêu tả khoa học đầu tiên năm 1907.